# Bahía de Sandy
Playa de la Bahía de Sandy (en inglés: Sandy Bay Beach) está situada en la carretera entre Ciudad del Cabo a Cabo Point y junto a Llandudno, Ciudad del Cabo en el país africano de Sudáfrica. Sandy Bay se encuentra en uno de los últimos tramos restantes de la línea de costa natural virgen de la costa del Cabo. Es una de las playas más inaccesibles de la Península del Cabo y, como tal, es bien conocida como una playa nudista no oficial. No hay acceso vehicular directo a Sandy Bay y esto impide que los transeúntes alteren la privacidad de las personas.